# Neuville-Vitasse
Neuville-Vitasse là một xã trong tỉnh Pas-de-Calais, vùng Hauts-de-France, Pháp.

## Địa lý
Neuville-Vitasse situated 4 dặm (6 km) về phía đông nam Arras, tại giao lộ của các tuyến đường D14 và D5.

## Dân số
| 1962                                                              | 1968 | 1975 | 1982 | 1990 | 1999 | 2006 |
| ----------------------------------------------------------------- | ---- | ---- | ---- | ---- | ---- | ---- |
| 359                                                               | 374  | 400  | 433  | 496  | 503  | 484  |
| Số liệu điều tra dân số tính từ năm 1962, dân số chỉ tính một lần |      |      |      |      |      |      |

## Địa điểm nổi bật
- Nhà thờ St.Martin, rebuilt after World War I.